# ليال الخولي
ليال الخولي هيفنانة تشكيلية ورسامة لبنانية.

## السيرة الذاتية
وُلدت ليال الخولي في العاصمة اللبنانية بيروت. اشتهرت ليال عندما كانت طفلة بموهبتها المبكرة في رسوماتها ولوحاتها الفريدة.
درست ليال التصميم المعماري الداخلي وحصلت على درجة الماجستير في الفنون المرئية من الأكاديمية اللبنانية للفنون الجميلة في عام 2014 لمتابعة شغفها المستمر.

## الحياة المهنية
اختارت وزارة الثقافة الصينية ليال في 2016 لتمثيل لبنان في المتحف الوطني للفنون في شنغهاي. اختيرت بعد عام كمنسقة فنية مع مشروع اليونسكو بيروت قيم التراث العالمي المشترك للأرضيات المشتركة، وهو عمل فني مشترك مع اللاجئين بالتعاون مع وزارة التعليم العالي في لبنان.
وتبع هذا الحدث معرض على في صالة استقبال البنك الدولي في واشنطن العاصمة والمشاركة في إكسبو دبي 2020.
تعتبر لوحة أشجار الأرز إحدى أشهر لوحات ليال حيث رسمت أشهر رموز لبنان، وعُلقت اللوحة في القصر الرئاسي في لبنان.
وقعت ليال في يناير 2021 اتفاقية تعاون فني مع معرض بيلفيدري للفنون، وهو معرض فني دولي.
اختارت لبنان ليال في سبتمبر 2021 كممثلة رئيسية للمنظمات غير الحكومية وسفيرة لبنان الغد التي تمثل هدفها الرئيسي في تقديم الدعم الاقتصادي والمالي والمعنوي والمساعدة في العدالة والمساواة والوحدة.
كشفت ليال في عام 2022م عن أول سلسلة معارض لها بمفردي لكن لست وحيدة.

## الأسلوب
قررت ليال من خلال فضولها وتعبيرها عن الذات استخدام فنها من أجل الصالح العام، مما يسمح لمن لا يستطيعون التعبير عن أنفسهم أن يُمثلوا من خلالها، وبما لا يسمح لأي شخص أن يشعر بالوحدة.

## الأوسمة والجوائز
2016: جائزة تقديرية من وزارة الثقافة الصينية.